# Melanchthon-Kapelle (Weimar)

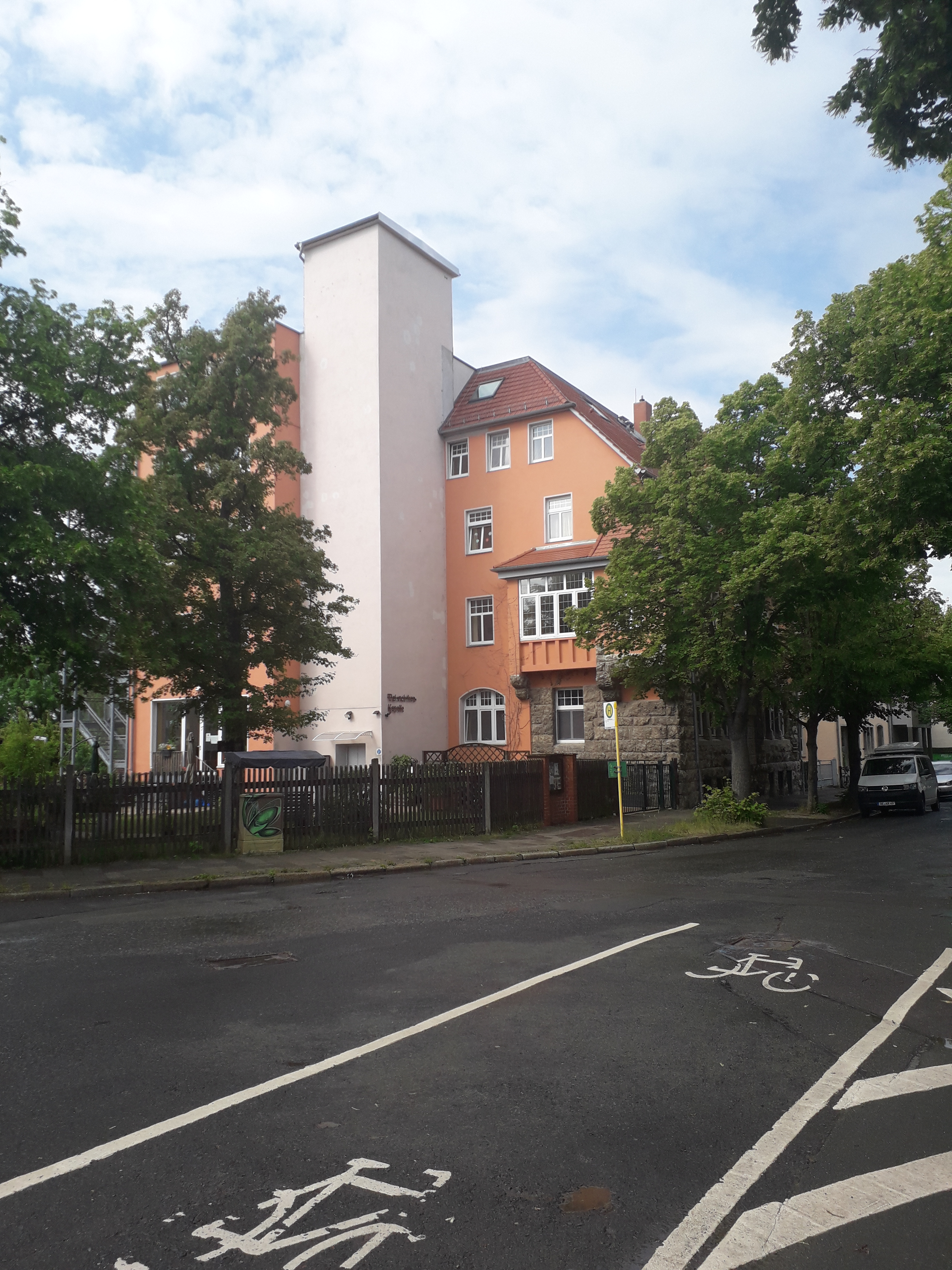
Melanchthon-Kapelle

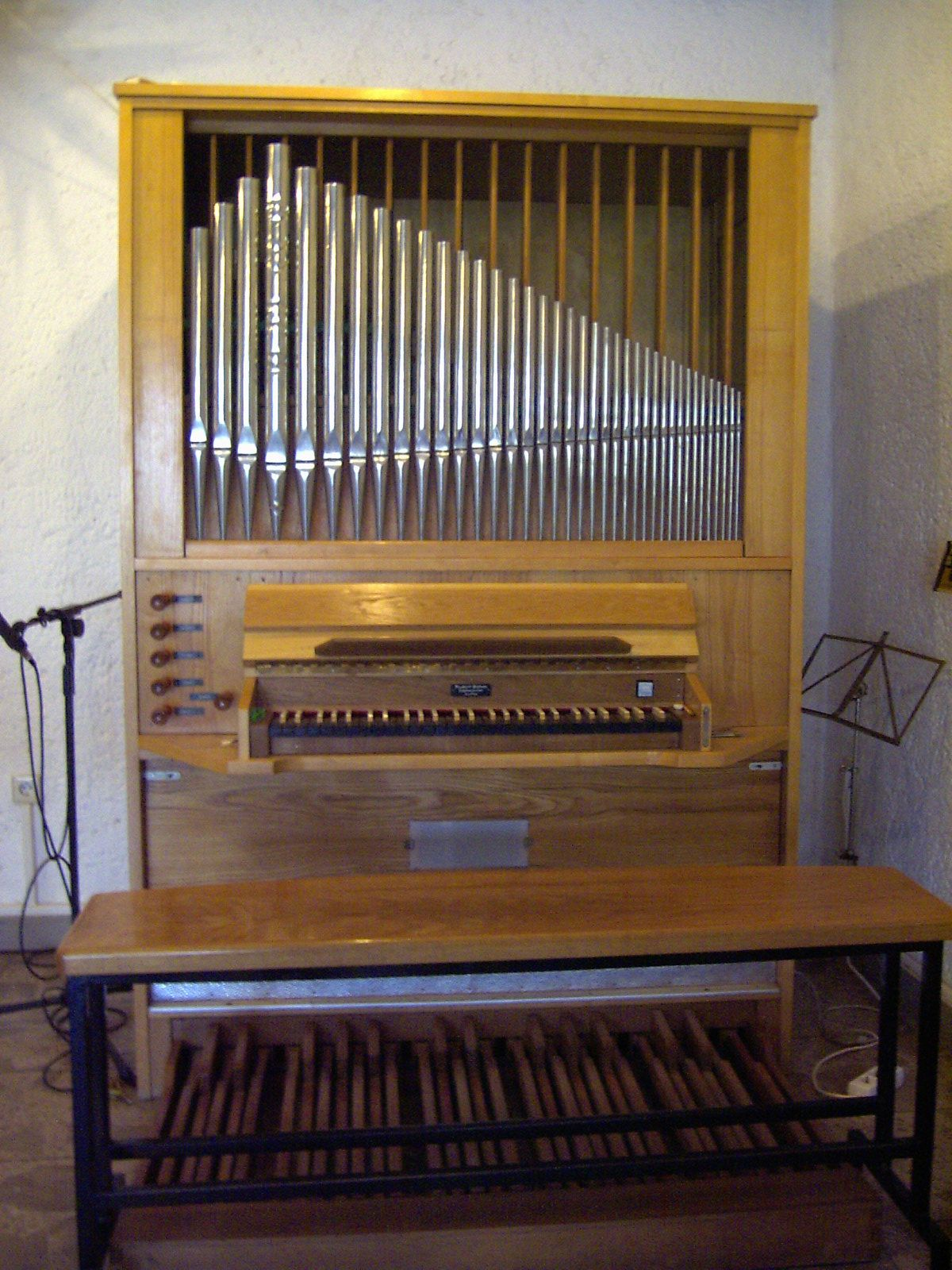
Orgel

Nach dem Theologen und Begründer des Evangelischen Diakonievereins Friedrich Zimmer (1855–1919) wurde ein Jugendstil-Haus in der Eduard-Rosenthal-Straße 24 benannt. Auch dieses ist in der Trägerschaft der Diakonie. Daran befindet sich ein Turm mit der Aufschrift Melanchthon-Kapelle. Dahinter befindet sich ein Anbau.
Der als Melanchthon-Kapelle bezeichnete Bereich ist ein jüngerer Anbau. Der Turm hat viereckigen Grundriss. Im Jahre 1982 wurde nach mehrjährigem Umbau in der Melanchthon-Kapelle erstmals ein Festgottesdienst gehalten. Die erste darin befindliche Orgel baute Orgelbauer Gerhard Kirchner 1954. Sie wurde 1982 durch ein Orgelpositiv von Gerhard Böhm ersetzt. Es verfügt über fünf Register auf einem Manual und angehängtem Pedal und mechanische Schleifladen.